# Brachycerasphora parvicornis
Brachycerasphora parvicornis är en spindelart som först beskrevs av Simon 1884.  Brachycerasphora parvicornis ingår i släktet Brachycerasphora och familjen täckvävarspindlar.
Artens utbredningsområde är Egypten. Inga underarter finns listade.